# ギルベルト・フックス
アントン・ギルベルト・フックス（Anton Gilbert Fuchs、1871年 - 1952年）は、ドイツ出身のフィギュアスケート選手、林学者、 動物学者、昆虫学者。世界フィギュアスケート選手権初代王者。

## 経歴
- 1896年に初めて行われた第1回世界フィギュアスケート選手権で優勝し初代王者となる。
- 1906年世界フィギュアスケート選手権優勝。
- 長らくウルリッヒ・サルコウとの採点を巡る確執があったため、オリンピックには出場しなかった。

## 主な戦績
| 大会/年      | 1894-95 | 1895-96 | 1896-97 | 1897-98 | 1900-01 | 1905-06 | 1906-07 | 1907-08 | 1908-09 |
| ------------ | ------- | ------- | ------- | ------- | ------- | ------- | ------- | ------- | ------- |
| 世界選手権   |         | 1       | †       | 3       | 2       | 1       | 3       | 2       |         |
| 欧州選手権   | 3       |         |         |         | 2       |         | 2       |         | 2       |
| ドイツ選手権 | 1       | 1       |         |         |         |         |         |         | 1       |

†高山での狩猟事故による怪我のため、出場せず